# Sandberg (Thüringen)
Der Sandberg ist ein 477,3 m ü. NHN hoher Berg im Norden des Paulinzellaer Vorlandes (Thüringer Becken (mit Randplatten)) im Ilm-Kreis in Thüringen. Er liegt etwa zehn Kilometer nordöstlich der Stadt Ilmenau zwischen Neuroda im Westen und Traßdorf im Osten. Damit liegt er auch auf der Wasserscheide zwischen Unstrut im Westen und Ilm im Osten. 
Seinen Namen erhielt der Berg von den Sandvorkommen in der Gegend. Er ist teilweise mit Kiefern bewaldet, teils aber auch landwirtschaftliche Nutzfläche. Die Schnellfahrstrecke Nürnberg–Erfurt unterquert den Berg mit dem 1320 Meter langen Tunnel Sandberg. Auf den Sandberg führt eine fünfstreifig ausgebaute Rampe der Bundesautobahn 71 zwischen den Anschlussstellen Arnstadt-Süd und Ilmenau-Ost, wobei fast 100 Höhenmeter überwunden werden.